# Xã Pleasanton, Michigan
Xã Pleasanton (tiếng Anh: Pleasanton Township) là một xã thuộc quận Manistee, tiểu bang Michigan, Hoa Kỳ. Năm 2010, dân số của xã này là 818 người.